# لیز تراس
مری الیزابت تراس (به انگلیسی: Mary Elizabeth Truss؛ زادهٔ ۲۶ ژوئیهٔ ۱۹۷۵) سیاستمدار بریتانیایی است که از سپتامبر تا اکتبر ۲۰۲۲ نخست‌وزیر بریتانیا و رهبر حزب محافظه‌کار بود. او در پنجاهمین روز نخست‌وزیری‌اش، به دلیل بحران سیاسی در دولت، از سمت خود کناره‌گیری کرد و به این ترتیب، کوتاه‌ترین دوره نخست‌وزیری را در تاریخ بریتانیا داشت. تراس بین سال‌های ۲۰۱۰ تا ۲۰۲۴ از حوزه جنوب غربی نورفک عضو مجلس بود و در این مدت، در دولت سه نخست‌وزیر مختلف—دیوید کامرون، ترزا می و بوریس جانسون—سمت‌های مختلفی در کابینه داشت، از جمله وزیر امور خارجه از ۲۰۲۱ تا ۲۰۲۲.
تراس در کالج مِرتونِ دانشگاه آکسفورد فلسفه، سیاست و اقتصاد خواند و رئیس انجمن لیبرال دموکرات‌های دانشگاه آکسفورد بود. او در سال ۱۹۹۶ به حزب محافظه‌کار پیوست. سپس در شرکت‌های رویال داچ شل و «کابل اند وایرلس» کار کرد و معاون مدیر اندیشکده «ریفرم» شد. پس از دو تلاش ناموفق برای ورود به مجلس عوام، سرانجام در انتخابات سراسری ۲۰۱۰ به‌عنوان نماینده مجلس برگزیده شد. در دوره نمایندگی‌اش، خواستار اصلاحات در حوزه‌هایی مانند اقتصاد، مراقبت از کودکان و آموزش ریاضی شد. او گروه «بنگاه آزاد» از نمایندگان محافظه‌کار را تأسیس کرد و چند مقاله و کتاب نیز نوشت یا در نگارش آن‌ها همکاری داشت که شامل کتاب‌های پس از ائتلاف و بریتانیا رها از بند می‌شوند.
تراس بین سال‌های ۲۰۱۲ تا ۲۰۱۴ معاون وزیر امور کودکان و آموزش بود و سپس کامرون در تغییر کابینه، او را به‌عنوان وزیر محیط زیست، غذا و امور روستایی منصوب کرد. با اینکه در همه‌پرسی ۲۰۱۶ از ماندن بریتانیا در اتحادیه اروپا حمایت کرد، پس از اعلام نتایج، طرفدار برگزیت شد. بعد از استعفای کامرون، ترزا می او را به سمت وزیر دادگستری و لرد اعظم منصوب کرد و تراس نخستین زنی شد که در تاریخ هزارساله این سمت به آن رسید. اما پس از انتخابات ۲۰۱۷، او تنزل مقام یافت و معاون وزارت خزانه‌داری شد. در سال ۲۰۱۹ و با اعلام کناره‌گیری ترزا می، تراس از بوریس جانسون برای رهبری حزب و نخست‌وزیری حمایت کرد. جانسون او را ابتدا به‌عنوان وزیر تجارت بین‌الملل و رئیس هیئت تجارت منصوب کرد و سپس در همان سال، مسئولیت وزارت زنان و برابری را نیز به او سپرد. در تغییر کابینه سال ۲۰۲۱، جانسون او را به مقام وزیر امور خارجه ارتقا داد؛ در این سمت، تراس مذاکرات مربوط به پروتکل ایرلند شمالی و واکنش بریتانیا به تهاجم روسیه به اوکراین را هدایت کرد.
در سپتامبر ۲۰۲۲، تراس در رقابت رهبری حزب محافظه‌کار، ریشی سوناک را شکست داد و به‌عنوان نخست‌وزیر جانشین بوریس جانسون شد؛ جانسون پیش‌تر به دلیل بحران سیاسی کناره‌گیری کرده بود. دو روز پیش از مرگ ملکه الیزابت دوم، او توسط ملکه به نخست‌وزیری منصوب شد و به‌دنبال آن، دولت در دوره ده‌روزه عزای عمومی فعالیتی نداشت. در واکنش به بحران افزایش هزینه‌های زندگی و بهای انرژی، دولت او طرح تضمین قیمت انرژی را اعلام کرد. اما سیاست اعلام‌شده برای کاهش گسترده مالیات و افزایش استقراض، باعث بی‌ثباتی مالی شد و بیشتر آن تصمیمات بعداً لغو شد. در پی افزایش انتقادها و از دست رفتن اعتماد به رهبری‌اش، تراس در ۲۰ اکتبر استعفای خود را از رهبری حزب اعلام کرد. سوناک بدون رقیب به‌عنوان جانشین او برگزیده شد و در ۲۵ اکتبر نخست‌وزیر شد. تراس در دوران نخست‌وزیری سوناک، در صندلی نماینده عادی مجلس باقی ماند، اما در انتخابات سراسری ۲۰۲۴ کرسی خود را از دست داد.

## آغاز زندگی
لیز تراس، زاده شهر آکسفورد است. پدرش استاد ریاضی و مادرش پرستار با گرایش چپ افراطی بودند. او در مدارس دولتی درس خواند و در نوجوانی به حزب لیبرال دمکرات پیوست. تراس در گردهمایی سالانه این حزب در سال ۱۹۹۴ در حمایت از حذف پادشاهی بریتانیا سخنرانی کرد.
تراس دانش‌آموخته کارشناسی «فلسفه، سیاست و اقتصاد» از دانشگاه آکسفورد است. او در دوره تحصیل در دانشگاه، به فعالیت سیاسی به نفع حزب محافظه‌کار می‌پرداخت. لیز تراس پس از فارغ‌التحصیلی برای چند شرکت از جمله شل، به عنوان حسابدار و مدتی در جایگاه قائم‌مقام یک اندیشکده راست‌گرا کار کرد.

## کار سیاسی

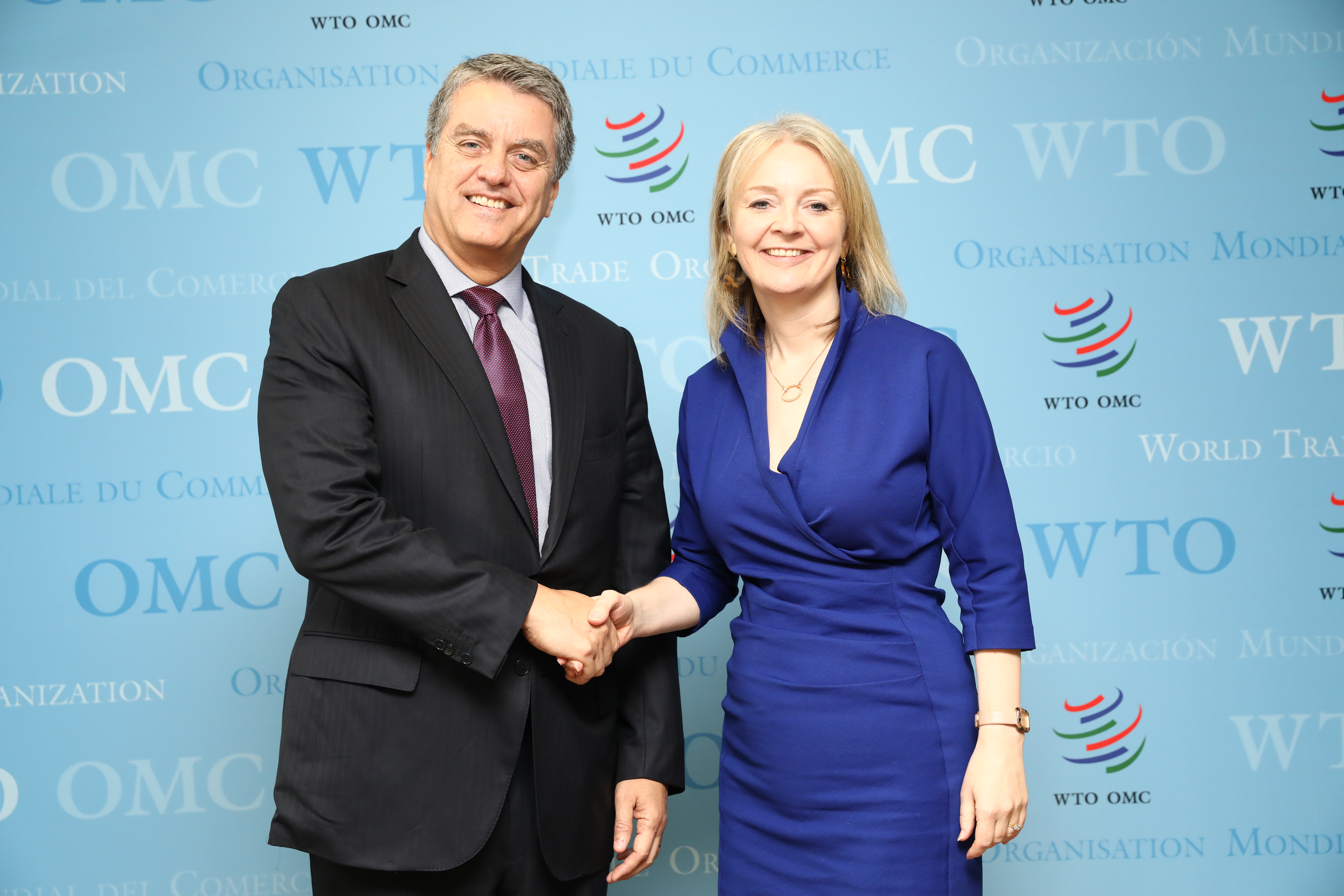
مجمع عمومی سازمان تجارت جهانی ۲۰۱۹، لیز تراس در سال ۲۰۱۹، لیز تراس در حال دست دادن، روبرتو آزودودو در سال ۲۰۱۹

لیز تراس در انتخابات پارلمانی سال‌های ۲۰۰۱ و ۲۰۰۵ نامزد شد ولی شکست خورد. اما در سال ۲۰۱۰ با پشتیبانی دیوید کامرون به عنوان نامزد حزب محافظه‌کار در یک حوزه انتخابیه‌ای بسیار محافظه‌کار برگزیده شد. نخستین مقام دولتی او در سال ۲۰۱۲ به عنوان معاون وزیر آموزش بود. در سال ۲۰۱۴ به عنوان وزیر کشاورزی و محیط زیست به عضویت کابینه درآمد و در سال ۲۰۱۶ نخستین لرد چنسلر بریتانیا شد. وزیر دادگستری، قائم‌مقام وزیر دارایی، و وزیر تجارت بین‌المللی دیگر مقام‌های دولتی وی بودند تا آنکه در سال ۲۰۲۱ به مقام وزیر خارجه رسید. از ۱۵ سپتامبر ۲۰۲۱ لیز تراس سمت وزیر امور خارجه را در کابینه بوریس جانسون بر عهده داشت. تراس جایگزین دومنیک راب شد که به علت خروج سریع نیروهای ائتلاف از افغانستان تحت فشار بود. یکی از دستاوردهای او در این مقام، آزادی نازنین زاغری و انوشه آشوری از زندان در ایران بود.
لیز تراس در مقام وزیر امور خارجه بریتانیا دوران کم‌تنشی نداشت. او نیکولا استورجن را «توجه‌خواه» خواند و با امانوئل مکرون، جروبحث دیپلماتیک داشت. اعلام پشتیبانی از بریتانیایی‌هایی که می‌خواستند در اوکراین علیه روسیه بجنگند با واکنش شدید روبه‌رو شد.

## برگزیت
لیز تراس پیش از همه‌پرسی برگزیت طرفدار ماندن بریتانیا در اتحادیه اروپا بود. او باور داشت خروج بریتانیا از اتحادیه اروپا باعث کاهش تجارت، سرمایه‌گذاری و فرصت‌های کاری می‌شود. اما پس از همه‌پرسی نظرش را تغییر داد و به آرامی به یکی از سرسخت‌ترین هواداران خروج از اتحادیه تبدیل شد. او در مقام وزیر خارجه لایحه‌ای را به مجلس بریتانیا برد که به دولت بریتانیا اجازه می‌دهد یک‌جانبه با زیر پا گذاشتن قوانین بین‌المللی بخش‌هایی از توافقنامه برگزیت موسوم به پروتکل ایرلند شمالی را کنار بگذارد. این لایحه خشم اتحادیه اروپا و حتی بخش‌های میانه‌روی حزب محافظه‌کار را برانگیخت.

## نخست‌وزیری
لیز تراس در انتخابات رهبری حزب محافظه‌کار بریتانیا در چهار دور اول رأی‌گیری پس از ریشی سوناک و پنی موردانت در مقام سوم قرار داشت. اما در پنجمین دور از پنی موردانت پیشی گرفت تا رقیب ریشی سوناک در رأی‌گیری نهایی اعضای حزب باشد. وی در انتخابات رهبری حزب پیروز و به عنوان نخست‌وزیر بریتانیا جانشین بوریس جانسون شد. وی آخرین نخست‌وزیر بریتانیا در دوران زندگی الیزابت دوم بود.
لیز تراس در زمانی قدرت را به‌دست گرفت که بریتانیا چند ماه درگیر بی‌ثباتی بزرگ اقتصادی و بین‌المللی بود. طرح‌های اقتصادی او بازارهای مالی را دچار آشفتگی کردند و ارزش پوند به پایین‌ترین حد خود رسید و بانک مرکزی بریتانیا را مجبور به دخالت در بازار مالی کرد. کمتر از یک ماه از آغاز نخست‌وزیری، لیز تراس کوازی کوارتنگ را از وزارت دارایی برکنار کرد و جرمی هانت را به جای او نشاند. جرمی هانت بلافاصله تقریباً همه برنامه‌های کاهش مالیاتی لیز تراس را لغو کرد. این موضوع به اختلاف درون حزبی کشید و لیز تراس در ۲۰ اکتبر ۲۰۲۲ استعفای خود را از سمت نخست‌وزیری بریتانیا اعلام کرد.
روز سه‌شنبه ۲۵ اکتبر ۲۰۲۲ لیز تراس تنها یک ماه و نیم پس از رسیدن به نخست‌وزیری برای تقدیم استعفای خود به چارلز سوم، پادشاه بریتانیا، به کاخ باکینگهام رفت.

## دیدگاه سیاسی
تراس از مارگارت تاچر به عنوان الگوی خود یاد می‌کند.

### مسائل داخلی
تراس دیدگاه‌های اقتصادی لیبرال دارد و از تجارت آزاد و مقررات‌زدایی حمایت می‌کند. او طرفدار فلسفه نئولیبرال اقتصاد جانب عرضه است که اغلب با عنوان «اقتصاد قطره‌ای» شناخته می‌شود. پس از برکناری کوارتنگ (وزیر دارایی) توسط تراس و لغو بسیاری از اقدامات اقتصادی بودجه محدود اجراشده از سوی جرمی هانت، سردبیر اقتصادی بی‌بی‌سی، فیصل اسلام، نوشت: «تراسونومیکز مُرده است.»
در دوران عضویت خود در حزب لیبرال دموکرات، تراس از لغو نظام پادشاهی حمایت می‌کرد. در سال ۲۰۲۲، ویدئویی از تراسِ ۱۹ ساله در کنفرانس حزب لیبرال دموکرات در سال ۱۹۹۴ دوباره منتشر شد که در آن از این باور که برخی «برای حکومت کردن به دنیا آمده‌اند» انتقاد می‌کرد؛ او در جریان کارزار انتخاباتی‌اش برای رهبری حزب، در مصاحبه‌ای با رادیو LBC گفت: «تقریباً بلافاصله بعد از اینکه آن سخنرانی را کردم، از گفته‌ام پشیمان شدم.»
تراس در سال ۲۰۲۱ اعلام کرد که حزب محافظه‌کار باید «بازی مجموع-صفر سیاست‌های هویتی را رد کند، با فرهنگ کنسل که غیردموکراتیک است مخالفت کند، و با تبعیض پنهانی که از افراد انتظار پایین‌تری دارد و جلوی پیشرفت بسیاری را می‌گیرد مقابله کند.» او به قانونی شدن ازدواج همجنس در بریتانیا رأی مثبت داد، اما با گسترش حقوق افراد ترنس‌جندر مخالف بوده است. تراس با خودشناسایی جنسیتی مخالفت کرده و گفته است که «بررسی‌های پزشکی اهمیت دارند» و اینکه «فقط زنان دهانه رحم دارند». با اینکه ابتدا از محدود کردن سرویس‌های بهداشتی مختص یک جنس بر اساس جنسیت بیولوژیکی حمایت کرده بود، اما بعداً در فوریه ۲۰۲۲ گفت که دولت قصد ندارد چنین قانونی را اجرا کند.

### سیاست خارجی
تراس به‌عنوان وزیر امور خارجه، فرد جنگ‌افروزی توصیف شده است. او خواستار کاهش وابستگی اقتصادی بریتانیا به چین و روسیه بود و از برخی تحریم‌های دیپلماتیک و اقتصادی که دولت بریتانیا علیه چین اعمال کرده حمایت می‌کرد. تراس در شرایط وخامت روابط میان چین و تایوان، از تایوان حمایت کرد، اما با اشاره به رویه‌های گذشته، در زمان نخست‌وزیری از سفر به این جزیره خودداری کرد. همچنین، برخورد دولت چین با مردم اویغور را «نسل‌کشی» خواند. در سال ۲۰۲۲، تراس عربستان سعودی را متحد بریتانیا نامید، اما تأکید کرد که این به معنای تأیید سیاست‌های آن کشور—از جمله در زمینه حقوق بشر و وضعیت زنان—نیست.
تراس در همه‌پرسی سال ۲۰۱۶ از ماندن بریتانیا در اتحادیه اروپا حمایت کرده بود، اما پس از آن، نظرش را تغییر داد و از برگزیت پشتیبانی کرد. او در سال ۲۰۱۷ به‌طور علنی اعلام کرد که نظرش عوض شده و در انتخابات رهبری حزب در ژوئیه ۲۰۲۲ گفت: «اشتباه می‌کردم و حاضرم این را بپذیرم.»